# In effigie
In effigie (latin "i avbildning") är en rättshistorisk term. Att hänga eller bränna någon in effigie innebär att ett dödsstraff verkställs genom en bild av den dödsdömde, eftersom denne har lyckats undandra sig straff. 